# Circuito de Burgers
El circuito de Burgers se trata de un camino cerrado que va de átomo a átomo rodeando (e incluyendo) la línea de dislocación. Para construir este circuito se van trazando saltos de átomo a átomo de tal manera que en cada dirección haya tantos saltos atómicos como en la dirección opuesta. Si el circuito no cierra ninguna dislocación, el punto final y el inicial coinciden. Si no coinciden, podemos asegurar que estamos encerrando al menos una dislocación.
El vector de Burgers es lo que necesitamos para cerrar el circuito tras recorrerlo encerrando a una única dislocación.

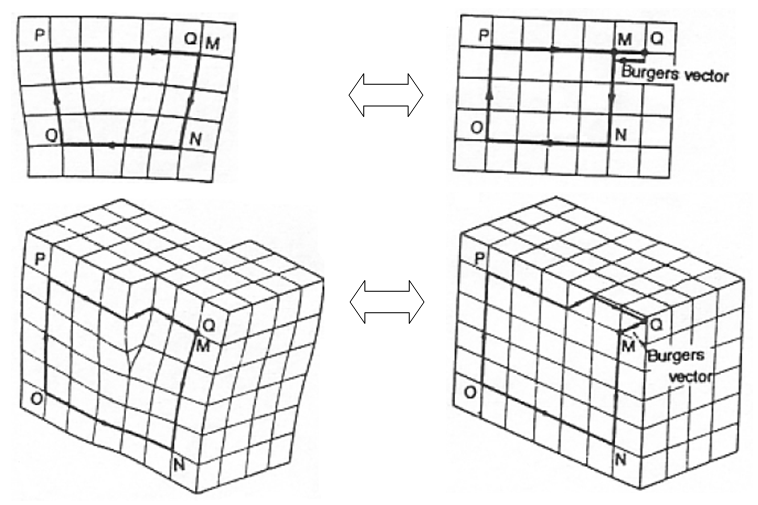
Circuito de Burgers.